# Queen Elizabeth Park
Queen Elizabeth Park är en park i staden Vancouver i British Columbia i Kanada. Den ligger mitt i Vancouver och där finns stadens högsta punkt 152 meter över havet.